# 常码头站
常码头站位于中华人民共和国湖北省武汉市硚口区，是武汉地铁7号线的地铁车站。

## 车站结构
车站位于淮海路发展大道路口南侧，沿淮海路西北-东南方向布置。该站为地下二层单柱两跨岛式站台车站，设3个出入口、2组风道。

### 楼层分布
| 地面     | 地面               | 出入口                                 |  |  |
| 地下一层 | 站厅               | 售票机、客服中心、武漢通充值           |  |  |
| 地下二层 |                    | █ 7号线 往黄陂广场（园博园）           |  |  |
|          | 岛式站台，左侧开门 |                                        |  |  |
|          |                    | █ 7号线 往青龙山地铁小镇（武汉商务区） |  |  |

### 車站出口
|                                                 |      |                                                                                     |
| 出口編號                                        | 設施 | 建議前往的目的地                                                                    |
| A                                               |      | 淮海路 發展大道、常碼頭小學、紅領巾學校、井南社區、泛海國際·松海園、泛海國際·桂海園 |
| B                                               |      | 淮海路 振興路、泛海國際·竹海園、藍天花園                                            |
| C                                               |      | 發展大道 淮海路、常碼頭中學、崇仁路小學、中國建設銀行、常碼社區、合作小區           |
| 注： 設有升降機 \| 設有輪椅升降台 \| 設有洗手間 |      |                                                                                     |

## 运营信息
- 7号线首末班车时间

## 鄰近地點
红领巾学校、常码头立交、振兴路、常码社区等。

### 内部链接
- 武汉地铁车站列表